# Мирко Кокотовић
Мирко Кокотовић (Лукавац, 15. април 1913 — Загреб, 15. новембар 1988) био је југословенски и хрватски фудбалер, репрезентативац и фудбалски тренер.

## Фудбалска каријера

### Клуб
Рођен је 15. априла 1913. године у Лукавцу код Тузле. Прве фудбалске кораке је начинио у млађим категоријама НК Максимир. Са 16 година, заиграо је 1929. за први тим загребачког Грађанског, а са 17 година био је члан репрезентације Загреба. Већ са 18 година дебитовао је у репрезентацији Југославије. Играо је са великим успехом пуне две деценије, највише као лево крило и лева полутка. Оно што је интересантно, а касније је и сам признао, да му је име заправо Мирослав а не Мирко. Али једном када су га загребачки новинари прекрстили у Мирко, остало му је то име за сва времена.
Као члан Грађанског освојио је 1937. и 1940. титулу првака Југославије, после Другог светског рата, као члан загребачког Динама, налазио се у тиму који је 1948. освојио титулу државног првака. Био је један од првих играча Динама, једно време и тренер ове екипе, после одласка Мартона Буковија.

### Репрезентација
Наступио је на једној утакмици за „Б“ тим Југославије (1936), а одиграо је 23 утакмице и постигао четири гола за А репрезентацију Југославије. Дебитовао је 2. октобра 1931. против Турске у Софији у такмичењу за Балкански куп као лево крило, а на утакмици 7. јуна 1933. против Бугарске (4:0) постигао је три гола. Једно време је попустио и није био у репрезентацији (1933-1937), а кад је у сусрету против Мађарске (1:1) у Будимпешти 1937. поново заблистао, постао је стандардни репрезентативац. Од дреса са државним грбом опростио се 7. маја 1939. у пријатељском сусрету против Румуније у Букурешту (резултат 0:1).
Имао је 15 наступа у дресу такозване НДХ од 1940-1944. У тих 15 утакмица, шест пута је носио капитенску траку и постигао два поготка. Први пут је наступио 2. априла 1940. против Швајцарске (4:0) у Загребу (уједно био и први капитен Хрватске), последњи пут 9. априла 1944. против Словачке у Загребу (резултат 7:3).

### Тренер
Као тренер је водио љубљански Одред, бањалучки Борац, загребачку Локомотиву док је играла у Првој лиги, вараждински Вартекс и Козару из Градишке. Неколико година провео је као тренер у Турској, Грчкој и на Кипру. Са турским Фенербахчеом је освојио титулу првака 1964. године.
После утакмице ветерана 1988. године на загребачком Максимиру на којој је био више посматрач, запутио се под туш, где је комбинација хладног ваздуха и вруће воде била кобна по његово срце. Није му било спаса и преминуо је на лицу места.

## Голови за репрезентацију Југославије
| # | Датум               | Место    | Противник | Гол | Резултат | Такмичење     |
| - | ------------------- | -------- | --------- | --- | -------- | ------------- |
| 1 | 7. јун 1933.        | Букурешт | Бугарска  | 1:0 | 4:0      | Балкански куп |
| 2 | 7. јун 1933.        | Букурешт | Бугарска  | 3:0 | 4:0      | Балкански куп |
| 3 | 7. јун 1933.        | Букурешт | Бугарска  | 4:0 | 4:0      | Балкански куп |
| 4 | 25. септембар 1938. | Варшава  | Пољска    | 2:2 | 4:4      | Пријатељска   |

## Успеси

### Играч
«Грађански»
- Првенство Југославије (2): 1936/37, 1939/40.

«Динамо Загреб»
- Првенство Југославије (1): 1947/48.

### Тренер
«Фенербахче»
- Првенство Турске (1): 1963/64.